# The Ugly Truth
The Ugly Truth (bra: A Verdade Nua e Crua; prt: ABC da Sedução) é um filme estadunidense de comédia romântica de 2009 dirigido por Robert Luketic, escrito por Nicole Eastman, Karen McCullah Lutz e Kirsten Smith e protagonizado por Katherine Heigl e Gerard Butler. O filme foi lançado na América do Norte em 24 de julho de 2009 pela Columbia Pictures.

## Sinopse
Abby Richter (Katherine Heigl) é uma produtora de programas matinais de TV em Sacramento, Califórnia. Abby acredita firmemente no amor verdadeiro e é uma grande defensora de livros complexos de auto-ajuda, como Chicken Soup for the Soul e Os Homens São de Marte, as Mulheres São de Vênus. Chegando em casa depois de um encontro desastroso, ela vê um segmento de um programa de televisão local, The Ugly Truth, com Mike Chadway (Gerard Butler), cujo cinismo sobre relacionamentos leva Abby a ligar para discutir com ele no ar. No dia seguinte, ela descobre que a estação de televisão está ameaçando cancelar seu programa por causa de sua baixa audiência. O dono da estação contratou Mike para fazer um segmento em seu programa.
A princípio, os dois têm um relacionamento difícil; Abby acha que Mike é grosseiro e nojento, enquanto Mike a considera ingênua e maníaca por controle . No entanto, quando ela conhece o homem dos seus sonhos, um médico chamado Colin (Eric Winter) morando perto dela, Mike a convence de que, seguindo seus conselhos, ela aumentará suas chances com Colin. Abby é cética, mas eles fazem um acordo: se a administração de Mike por seu namoro resultar em seu desembarque em Colin, provando suas teorias sobre relacionamentos, ela trabalhará feliz com ele, mas se Mike falhar, ele concorda em deixar o programa.
Mike consegue melhorar as classificações, aproxima os co-âncoras Georgia e Larry e instrui com sucesso Abby a ser exatamente o que Colin gostaria através de várias sugestões, incluindo: sempre ria de suas piadas e diga que ele é incrível na cama. Mike é convidado a aparecer no The Late Late Show com Craig Ferguson e recebe um emprego em outra rede. Abby é forçada a cancelar um fim de semana romântico fora com Colin, durante o qual eles planejavam finalmente dormir juntos e, em vez disso, voa para Los Angeles para convencer Mike a ficar com seu show.
Eles bebem e dançam, e Mike admite que não quer se mudar porque quer ficar em Sacramento perto de sua irmã e sobrinho. No elevador do hotel, eles se beijam apaixonadamente, mas vão para seus quartos separados. Mike, lidando com a intensidade de seus sentimentos por Abby, vai ao seu quarto apenas para descobrir que Colin apareceu para surpreendê-la. Mike sai. Abby está chateada e logo percebe que Colin só gosta da mulher que ela finge ser, não a verdadeira. Ela termina com ele.
Mike sai e trabalha em uma emissora de TV rival em Sacramento e acaba fazendo uma transmissão no mesmo festival de balões de ar quente que Abby. Ele não consegue resistir a se intrometer quando ela chuta o novo imitador "Mike Chadway" do ar e começa a reclamar sobre quanto são covardes os homens fracos. O balão decola enquanto eles discutem. Abby diz que terminou com Colin, e Mike admite que a ama. Abby o beija enquanto eles voam, tudo transmitido devido a uma câmera montada no balão. O filme termina com Abby e Mike na cama. Quando Mike pergunta se ela estava fingindo, Abby responde: "Você nunca saberá".

## Elenco
O elenco do filme é encabeçado pela atriz Katherine Heigl (27 Dresses e Grey's Anatomy) e por Gerard Butler (300, The Phantom of the Opera), além de contar com a participação do apresentador Craig Ferguson em uma cena de entrevista do personagem Mike Chadway ao The Late Late Show.
- Katherine Heigl - Abigail "Abby" Richter, uma produtora de programas matinais desafiada romanticamente.[6]
- Gerard Butler - Mike Chadway, seu correspondente machista.
- Bree Turner - Joy Halm, assistente e amiga de Abby, que também é carente de amor e vive vicariamente através de Abby. No final alternativo, ela mostra estar em um relacionamento com Colin.
- Eric Winter - Colin, cirurgião ortopédico que vive em frente a Abby. No final alternativo, ele estava em um relacionamento com Joy.
- Nick Searcy - Stuart, chefe de Abby e Mike
- Jesse D. Goins - Cliff
- Cheryl Hines - Georgia Bordeney, co-apresentadora do programa da manhã, casada com Larry.[6]
- John Michael Higgins - Larry Williams, co-apresentador do programa da manhã, casado com Georgia.
- Noah Matthews - Johan
- Bonnie Somerville - Elizabeth, irmã de Mike.
- Yvette Nicole Brown - Dori Coleman
- Nathan Corddry - Josh
- Allen Maldonado - Duane
- Steve Little- Steve
- Dan Callahan - Rick
- Tess Parker - Bambi
- Arielle Vandenberg - Candy
- Kevin Connolly- Jim Ryan, um encontro às cegas de Abby.

## Produção
O filme teve um orçamento de 38 milhões de dólares. O filme foi feito pelos produtores de Legally Blonde e escrito por Nicole Eastman, Karen McCullah e Kirsten Smith.
O personagem Mike Chadway é supostamente baseado e inspirado em Adam Carolla. Gerard Butler participou do The Adam Carolla Show, apenas observando, para se preparar para o seu papel.

### Locações
O filme foi, na maioria das vezes, filmado na Califórnia, as filmagens se iniciaram em abril de 2008 e as locações, incluindo Sacramento, Los Feliz, Ojai, Los Angeles e San Pedro e Temecula, Califórnia. A sequência de montagem no final do filme inclui a Ponte Foresthill, perto de Auburn. Em uma das cenas do filme, onde a atriz Katherine Heigl deveria simular um orgasmo, foi preciso filmar trinta e cinco vezes para que a cena que envolvia cerca de dez atores ficasse pronta. O trailer do filme que contava com essa cena recebeu censura, sendo recomendado apenas para maiores de dezoito anos.

## Lançamento
Estreou em quarenta e dois países nos meses de agosto e setembro de 2009. A première do filme aconteceu no dia 16 de julho no Cinerama Dome, em Hollywood.

## Recepção

### Crítica
O Metacritic, que usa uma média ponderada, atribuiu ao filme uma pontuação de 28 em 100, baseado em 31 críticos, indicando críticas "geralmente desfavoráveis". No site agregador de críticas Rotten Tomatoes, 14% das 173 resenhas dos críticos são positivas, com uma classificação média de 3,7/10. O consenso diz que "apesar dos melhores esforços de Butler e Heigl (...) sofre de um roteiro fraco que se baseia na fórmula de comédia romântica, com pouco charme ou recompensa cômica". O público, ao contrário de muitos críticos, pensaram muito mais alto do filme. O público entrevistado pela CinemaScore atribuiu ao filme uma nota média de "A-" na escala A+ a F.
Ruth McCann, do The Washington Post, chamou o filme de "indulgentemente brilhante, refrescantemente sarcástico e legitimamente sexy".

### Bilheteria
O filme estreou em terceiro lugar nas bilheterias — atrás de Harry Potter and the Half-Blood Prince (em seu segundo final de semana) e o recém-lançado G-Force — com US$27,605,576 e a maior média por tela entre os dez primeiros. Em 2 de julho de 2018, o filme arrecadou US$88,9 milhões nas bilheterias norte-americanas e US$116,3 milhões internacionalmente, totalizando US$205,2 milhões em todo o mundo, tornandosse o segundo melhor filme de bilheteria de Katherine Heigl, atrás de Knocked Up.

## Mídia doméstica
The Ugly Truth foi lançado em DVD e Blu-Ray em 10 de novembro de 2009.

## Trilha sonora
1. "Hot 'n' Cold" - Katy Perry
2. "Cafe Metropole" - Rick Krive
3. "Catz Meow" - Scott Robinson
4. "Solo Violin 2" - Daniel May
5. "Everybody Got Their Something" - Nikka Costa
6. "Pocketful of Sunshine" - Natasha Bedingfield
7. "Under the Covers" - Josh Kelley
8. "Soluna" - Los Pinguos
9. "De Vez en Cuando" - Los Pinguos
10. "El Gitano del Amor" - Latin Soul Syndicate
11. "Chainsaw" - Daniel Merriweather
12. "Right Round" - Flo Rida feat. Ke$ha